# Угольок
Регіональний футбольний клуб «Угольок» (до липня 2004 — «Вуглик») — український футбольний клуб з міста Мирнограда (до 2016 — Димитров) Донецької області.

## Всі сезони в незалежній Україні
| Сезон   | Чемпіонат     | Чемпіонат | Чемпіонат | Чемпіонат | Чемпіонат | Чемпіонат | Чемпіонат | Чемпіонат | Кубок       | Кубок | Кубок | Кубок | Кубок | Кубок | Кубок | Примітка                                           |
| Сезон   | Ліга          | Місце     | І         | В         | Н         | П         | М         | О         | Етап        | І     | В     | Н     | П     | М     | О     | Примітка                                           |
| ------- | ------------- | --------- | --------- | --------- | --------- | --------- | --------- | --------- | ----------- | ----- | ----- | ----- | ----- | ----- | ----- | -------------------------------------------------- |
| 2002/03 | Друга Група В | 14 з 15   | 28        | 5         | 8         | 15        | 12−37     | 23        | 1/32 фіналу | 1     | 0     | 0     | 1     | 0−2   | 0     | Під назвою «Вуглик»                                |
| 2003/04 | Друга Група В | 14 з 16   | 30        | 5         | 4         | 21        | 18−61     | 19        | 1/32 фіналу | 1     | 0     | 0     | 1     | 0−7   | 0     | До кінця сезону називався «Вуглик»                 |
| 2004/05 | Друга Група В | 8 з 15    | 28        | 8         | 7         | 13        | 36−47     | 31        | 1/32 фіналу | 1     | 0     | 0     | 1     | 0−3   | 0     | Знявся із змагань до початку наступного чемпіонату |
| Всього  | Друга         | 3 сезони  | 86        | 18        | 19        | 49        | 66−145    | 55        | >3 сезони   | 3     | 0     | 0     | 3     | 0−12  | 0     |                                                    |

## Досягнення
- Бронзовий призер чемпіонату України серед аматорів (1): 2001
- Чемпіон Донецької області (2): 2000, 2001
- Фіналіст Кубка Донецької області (1): 2001